# Косарев, Кирилл Андреевич
Кири́лл Андре́евич Ко́сарев (род. 1 августа 2001, Самара) — российский футболист, нападающий клуба «Зенит-2».

## Клубная карьера
Воспитанник СДЮШОР «Крылья Советов» Самара. 27 июля 2017 года дебютировал в первенстве ПФЛ в составе клуба «Крылья Советов-2» в матче против «Волги» из Ульяновска (0:5), выйдя на 75-й минуте. Всего в первенстве провёл 18 матчей, забил один гол. Через год вслед за тренером Владимиром Казаковым перешёл в клуб ПФЛ «Муром», где в 21 матче забил три гола. В августе 2019 был отдан в аренду во «Зенит-2». В Юношеской лиге УЕФА 2019/20 забил два гола в шести матчах, в молодёжном первенстве России — два гола в 10 матчах, провёл один матч в первенстве ПФЛ за «Зенит-2». Зимой вернулся в «Муром», в первенстве ПФЛ сыграл пять матчей, забил два гола.
В июне 2020 года, будучи свободным агентом, подписал 4-летний контракт с «Рубином». В чемпионате России дебютировал 31 октября, выйдя на 87-й минуте в домашнем матче с «Арсеналом» (3:1).
Зимой 2021 года на правах аренды перешёл в клуб ФНЛ «Томь».
28 июля 2021 года на правах аренды перешёл в клуб Первой лиги «Хрватски Драговоляц».
20 августа 2021 года на правах аренды перешёл в клуб «Нижний Новгород».
14 февраля 2023 года вернулся в «Волгарь».

## Международная карьера
В январе 2018 года провёл пять товарищеских матчей в составе сборной России до 17 под руководством Михаила Полишкиса. В составе сборной России до 19 лет Александра Кержакова — участник Мемориала Гранаткина 2019. В отборочном турнире юношеского чемпионата Европы 2020 в трёх матчах забил два гола.

## Клубная статистика
| Выступление      | Выступление      | Выступление      | Лига | Лига | Кубки | Кубки | Еврокубки | Еврокубки | Прочие | Прочие | Итого | Итого |
| Клуб             | Лига             | Сезон            | Игры | Голы | Игры  | Голы  | Игры      | Голы      | Игры   | Голы   | Игры  | Голы  |
| ---------------- | ---------------- | ---------------- | ---- | ---- | ----- | ----- | --------- | --------- | ------ | ------ | ----- | ----- |
| Крылья Советов-2 | Первенство ПФЛ   | 2017/18          | 18   | 1    | 0     | 0     | 0         | 0         | 0      | 0      | 18    | 1     |
| Крылья Советов-2 | Итого            | Итого            | 18   | 1    | 0     | 0     | 0         | 0         | 0      | 0      | 18    | 1     |
| Муром            | Первенство ПФЛ   | 2018/19          | 21   | 3    | 1     | 0     | 0         | 0         | 0      | 0      | 22    | 3     |
| Муром            | Первенство ПФЛ   | 2019/20          | 5    | 2    | 2     | 1     | 0         | 0         | 0      | 0      | 7     | 3     |
| Муром            | Итого            | Итого            | 26   | 5    | 3     | 1     | 0         | 0         | 0      | 0      | 29    | 6     |
| → Зенит-2        | Первенство ПФЛ   | 2019/20          | 1    | 0    | 0     | 0     | 0         | 0         | 0      | 0      | 1     | 0     |
| → Зенит-2        | Итого            | Итого            | 1    | 0    | 0     | 0     | 0         | 0         | 0      | 0      | 1     | 0     |
| Рубин            | Премьер-лига     | 2020/21          | 3    | 0    | 1     | 0     | 0         | 0         | 0      | 0      | 4     | 0     |
| Рубин            | Итого            | Итого            | 3    | 0    | 1     | 0     | 0         | 0         | 0      | 0      | 4     | 0     |
| → Томь           | Первенство ФНЛ   | 2020/21          | 16   | 3    | 0     | 0     | 0         | 0         | 0      | 0      | 16    | 3     |
| → Томь           | Итого            | Итого            | 16   | 3    | 0     | 0     | 0         | 0         | 0      | 0      | 16    | 3     |
| Всего за карьеру | Всего за карьеру | Всего за карьеру | 64   | 9    | 4     | 1     | 0         | 0         | 0      | 0      | 68    | 10    |